# 訃報 2010年9月
訃報 2010年9月（ふほう 2010ねん9がつ）では、2010年9月中に物故した、又は物故が報じられた人物についてまとめる。

## （1日 - 15日）

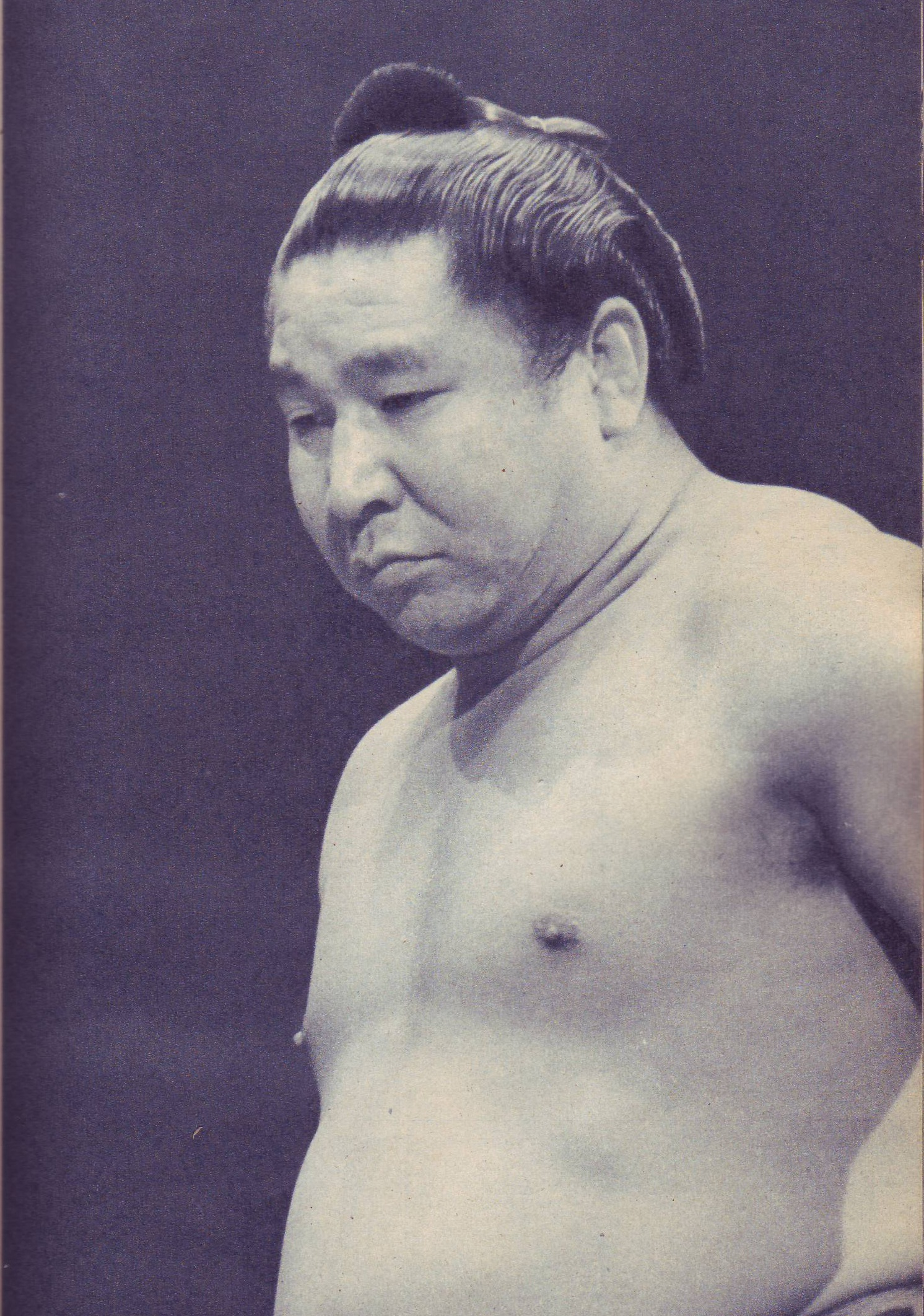
花田勝治／9月1日没

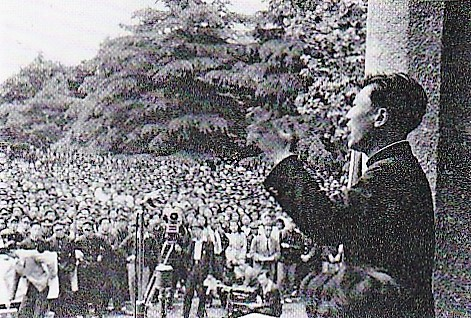
武井昭夫／9月2日没

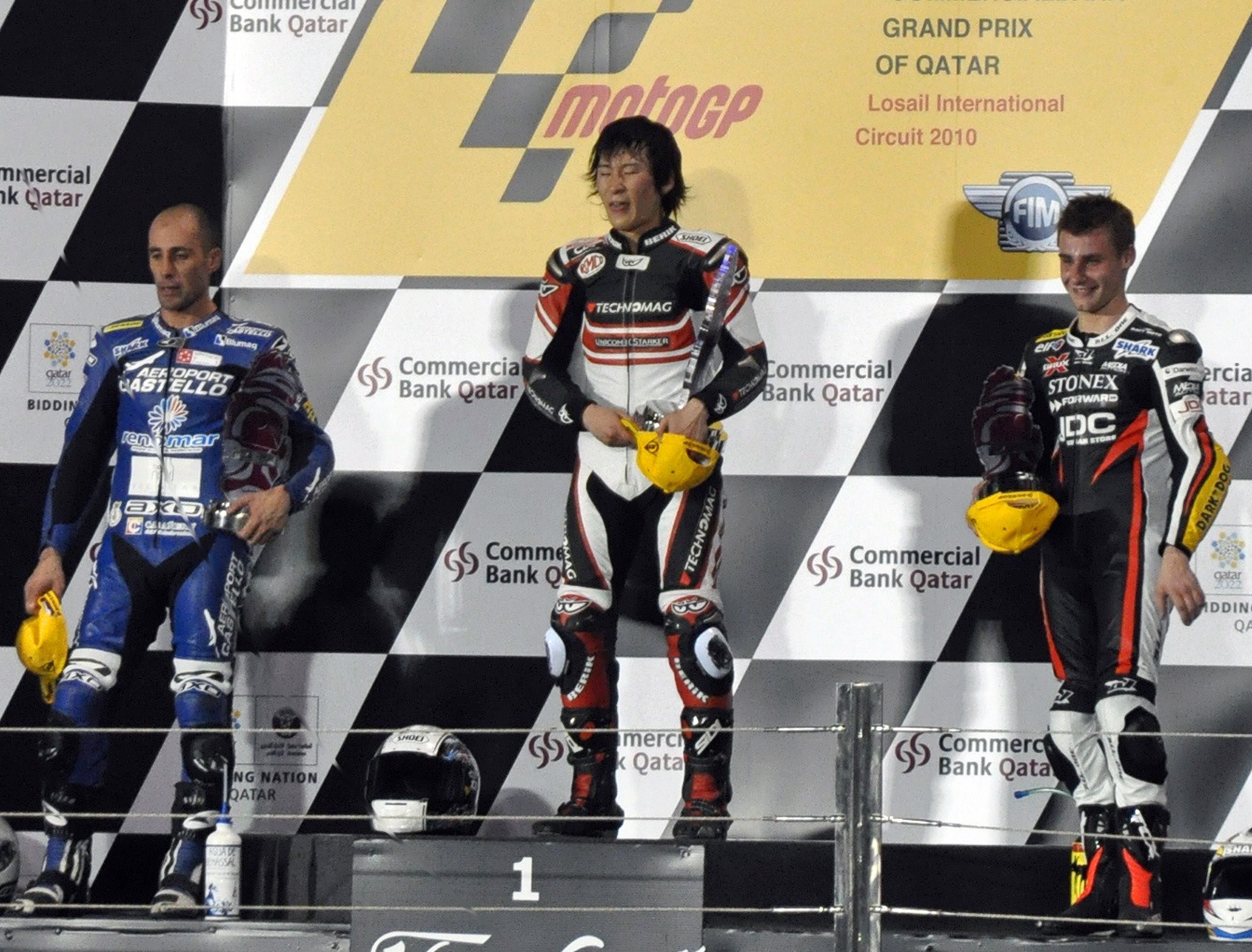
富沢祥也（中央）／9月5日没

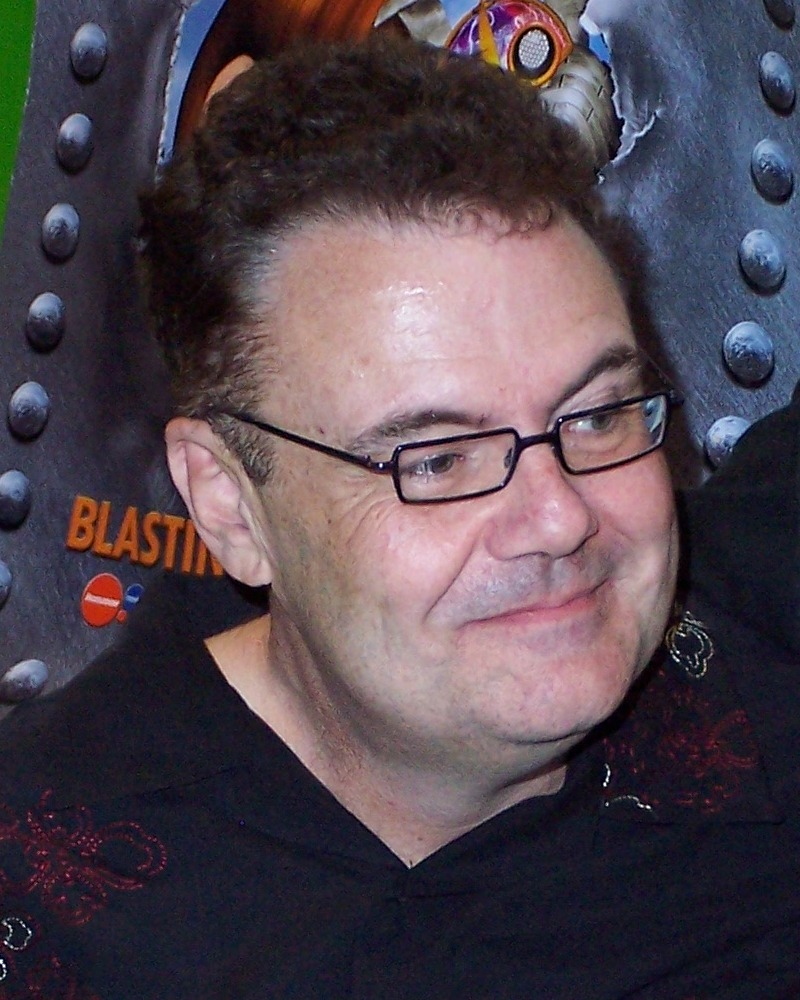
グレン・シャディックス／9月7日没

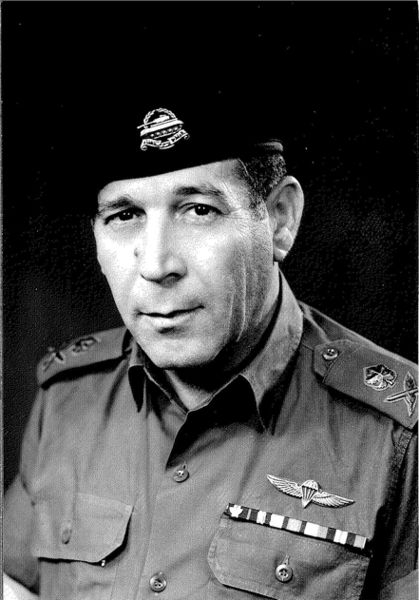
イスラエル・タル／9月8日没

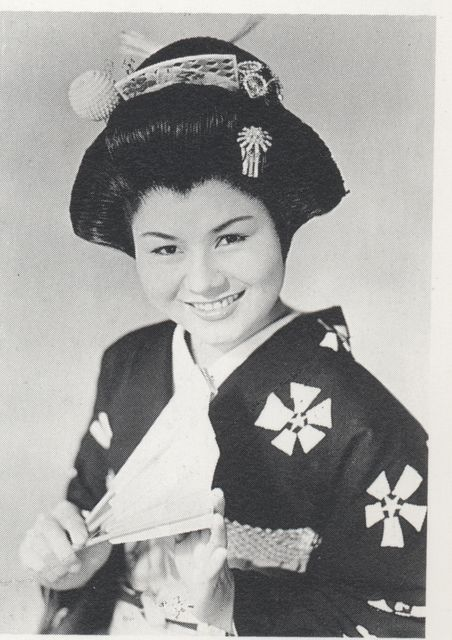
久保幸江／9月8日没

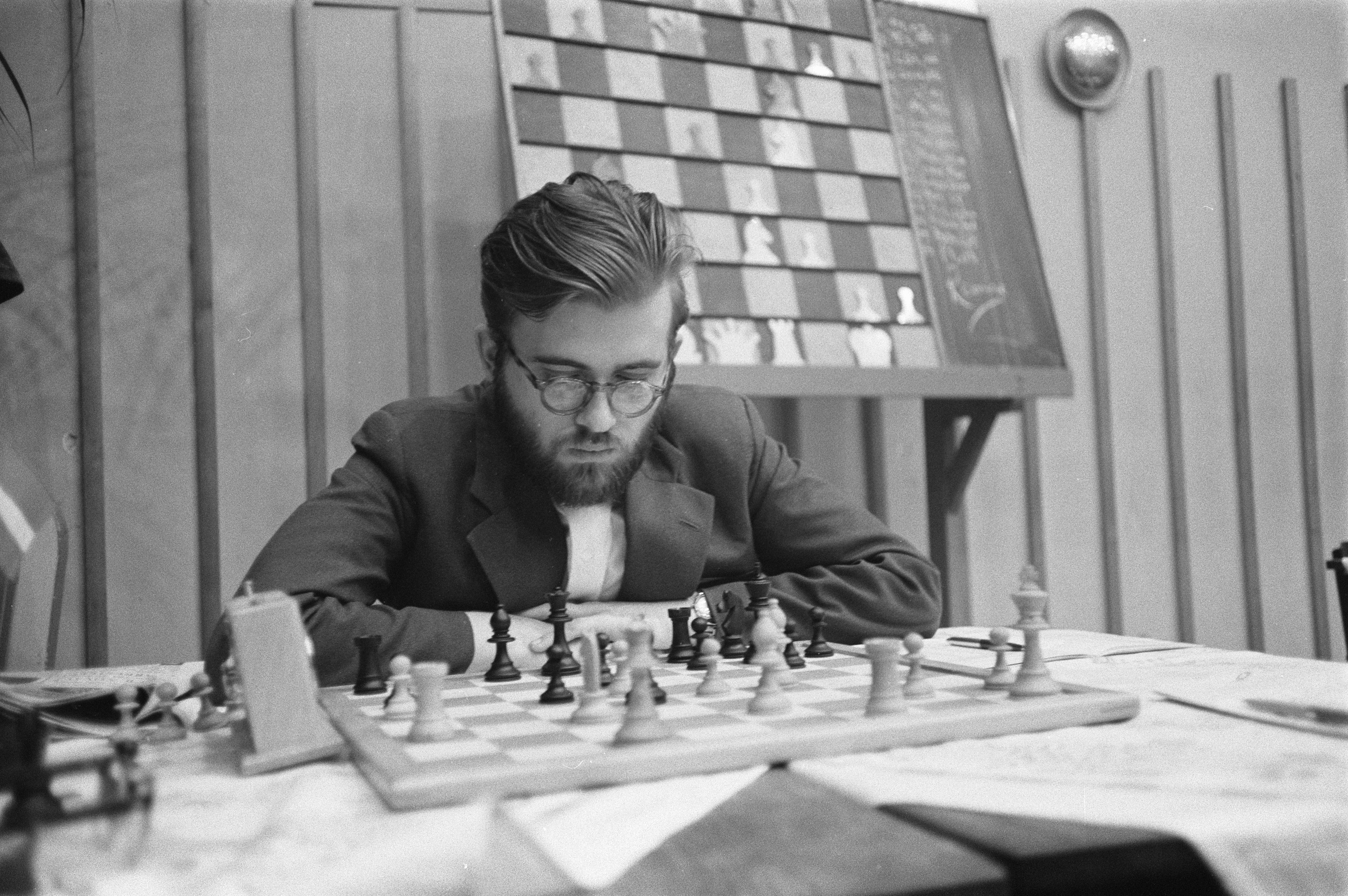
ベント・ラーセン／9月9日没

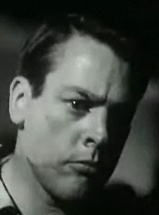
ケヴィン・マッカーシー／9月11日没

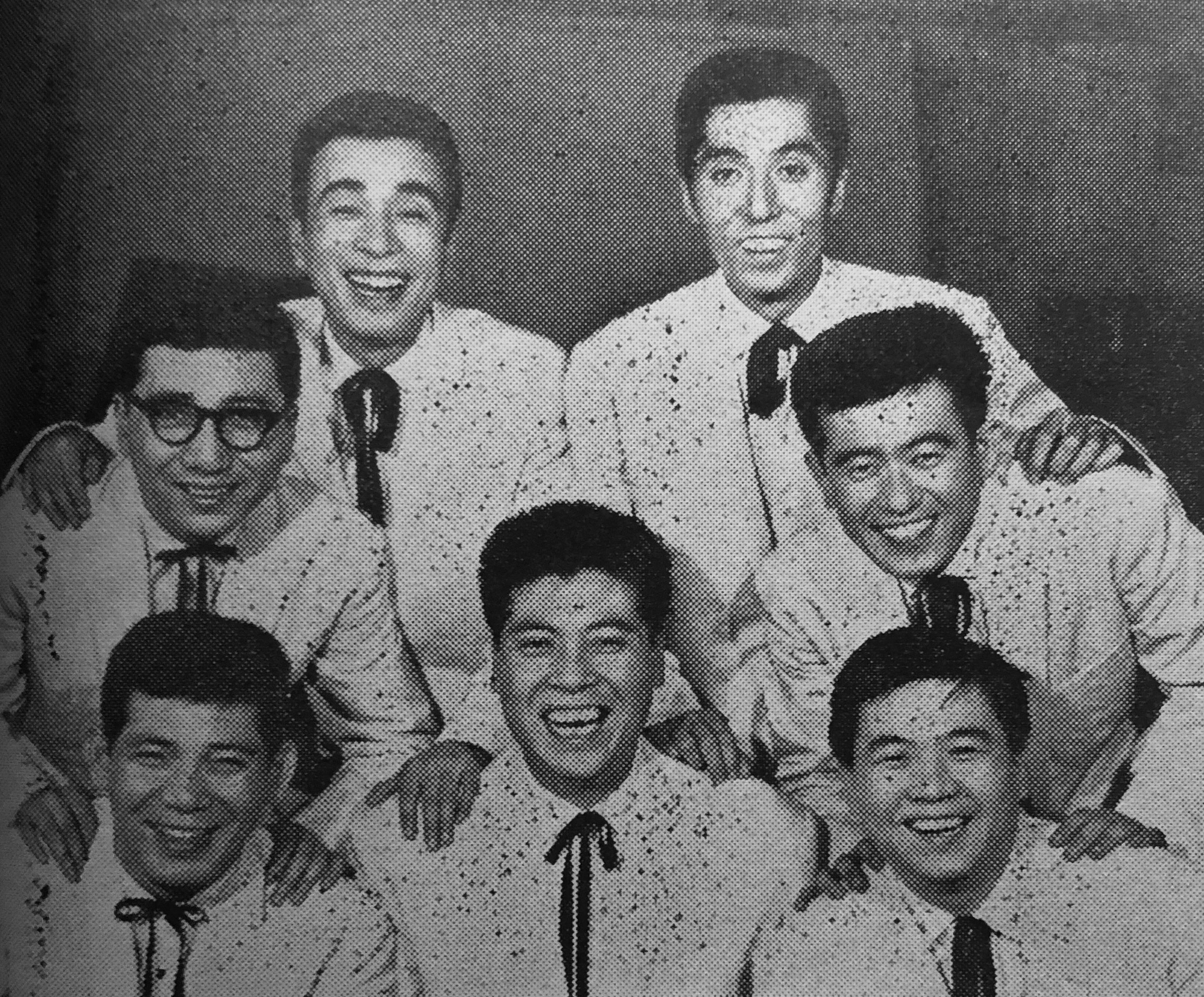
谷啓（前列右）／9月11日没

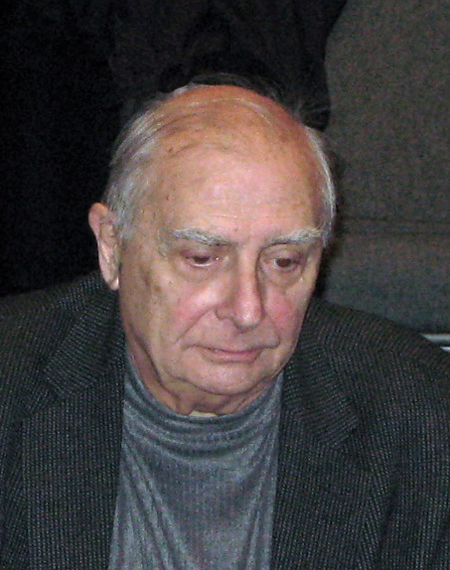
クロード・シャブロル／9月12日没

- 9月1日 - 濵田台児、日本画家（* 1916年)
- 9月1日 - 鈴木重三、日本の美術史学者（* 1919年)[1]
- 9月1日 - 真弓田一夫、日本の俳優（* 1919年）[2]
- 9月1日 - 花田勝治、日本の元大相撲力士、第45代横綱若乃花幹士、年寄10代二子山、第6代日本相撲協会理事長、元相撲博物館長（* 1928年)
- 9月1日 - 佐藤大五郎、日本の将棋棋士（* 1936年)
- 9月2日 - 坂東徹、日本の政治家、元北海道旭川市長、元旭川市議会副議長（* 1925年)
- 9月2日 - アリフィン・ベイ(Arifin Bey)、インドネシアの国際政治学者（* 1925年)
- 9月2日 - 武井昭夫、日本の元左翼活動家、全日本学生自治会総連合初代委員長（* 1927年)
- 9月2日 - ロバート・ウォルドーフ・ラブレス、アメリカ合衆国のナイフ職人（* 1929年)
- 9月3日 - 西島安則、日本の工学者、京都大学元総長（* 1926年)
- 9月3日 - ホセ・アウグスト・トーレス(José Augusto Torres)、ポルトガルの元サッカー選手（* 1938年)
- 9月3日 - マイク・エドワース、イギリスのチェリスト（* 1948年)
- 9月3日 - 永井するみ、日本の小説家（* 1961年)
- 9月4日 - 向井良吉、日本の彫刻家（* 1918年)
- 9月4日 - ポール・コンラッド(Paul Conrad)、アメリカ合衆国の政治風刺漫画家（* 1924年)
- 9月4日 - 清水アリカ、日本の小説家（* 1962年)
- 9月5日 - ジェファソン・トーマス(Jefferson Thomas)、アメリカ合衆国の黒人公民権運動家、アメリカ国防総省元職員（* 1942年)[3]
- 9月5日 - 近藤順茂、日本の経済学者、東京工科大学教授（* 1949年)
- 9月5日 - 富沢祥也、日本のオートバイレーサー（* 1990年)
- 9月6日 - 坪井俊映、日本の僧侶、浄土宗門主（* 1914年)
- 9月6日 - クライヴ・ドナー(Clive Donner) 、イギリスの映画監督（* 1926年)
- 9月6日 - 和田文夫、日本の俳優・声優、元テアトル・エコー社長（* 1929年)
- 9月6日 -  鈴木行一、日本の作曲家（* 1954年)
- 9月7日 - 表章、日本の能楽研究者、法政大学名誉教授（* 1927年)
- 9月7日 - グレン・シャディックス、アメリカ合衆国の俳優（* 1952年)
- 9月8日 - イスラエル・タル、イスラエル国防軍元参謀次長、メルカバ戦車の創設者（* 1924年)
- 9月8日 - 久保幸江、日本の歌手（* 1924年）
- 9月8日 -  阿部三郎、日本の弁護士、日本弁護士連合会元会長（* 1926年)
- 9月8日 - ジョージ・クリストファー・ウィリアムズ、生物学者（* 1926年）
- 9月8日 - リッチ・クローニン(Rich Cronin)、アメリカ合衆国のシンガーソングライター（* 1975年)
- 9月9日 - ベント・ラーセン、デンマークのチェス選手（* 1935年)
- 9月9日 - 栗栖安彦、日本の化学者、上智大学名誉教授（* 1939年)
- 9月10日 - 岩尾龍太郎、日本の歴史学研究者、西南学院大学教授（* 1952年)
- 9月11日 - ケヴィン・マッカーシー、アメリカ合衆国の俳優（* 1914年)
- 9月11日 - 高瀬一太郎、日本の政治家、元埼玉県加須市長（* 1929年)[4]
- 9月11日 - 谷啓、日本の俳優、コメディアン、ジャズミュージシャン、トロンボーン奏者（* 1932年)
- 9月11日 - マイク・ショー、アメリカ合衆国のプロレスラー（* 1957年)
- 9月12日 - 塩屋賢一、日本の実業家、日本アイメイト協会理事長、盲導犬の父（* 1921年)
- 9月12日 - 永戸多喜雄、日本の仏文学者（* 1921年)
- 9月12日 - 堀寛、日本の実業家、元北海道銀行頭取（* 1924年)
- 9月12日 - クロード・シャブロル、フランスの映画監督（* 1930年)
- 9月12日 - 山元清多、日本の脚本家（* 1939年)
- 9月12日 - 奥田一夫、日本のコントラバス奏者（* 生年不明)
- 9月13日 - 森本信男、日本の鉱物学者（* 1925年)
- 9月14日 - 大道あや、日本の画家（* 1909年)
- 9月14日 - 山口信夫、日本の実業家、旭化成名誉会長（* 1924年)
- 9月15日 - 田辺秀雄、日本の音楽評論家（* 1913年)

## （16日 - 30日）

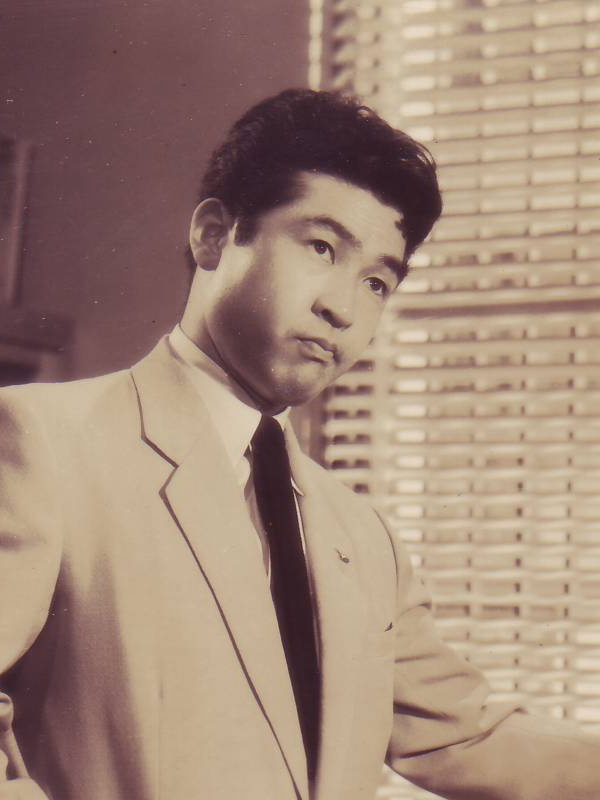
小林桂樹／9月16日没

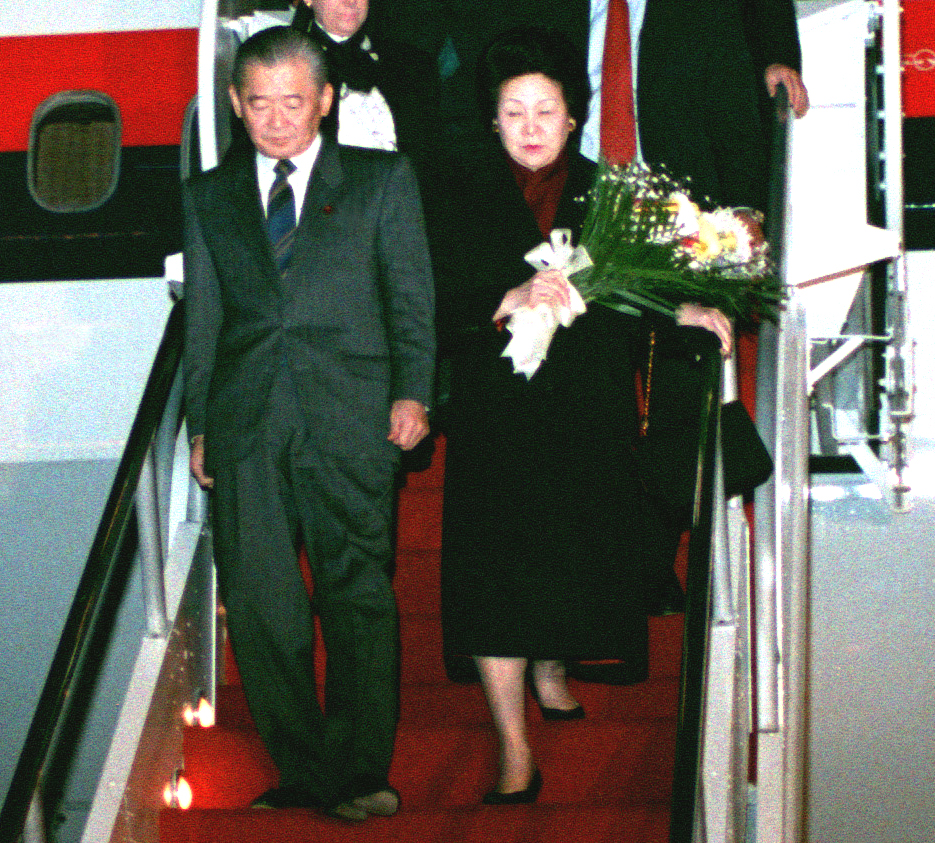
竹下直子（右）／9月20日没

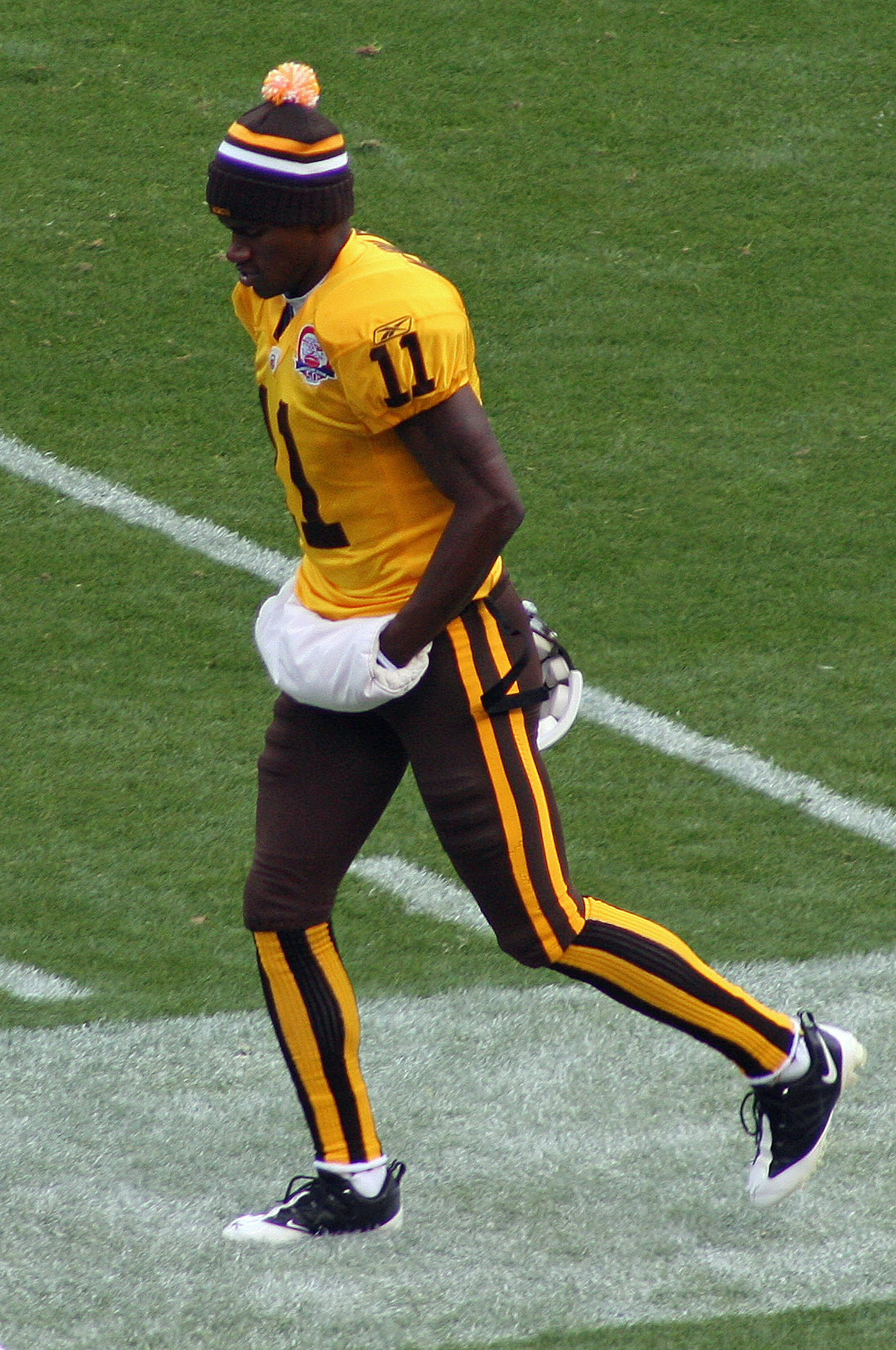
ケニー・マッキンリー／9月20日没

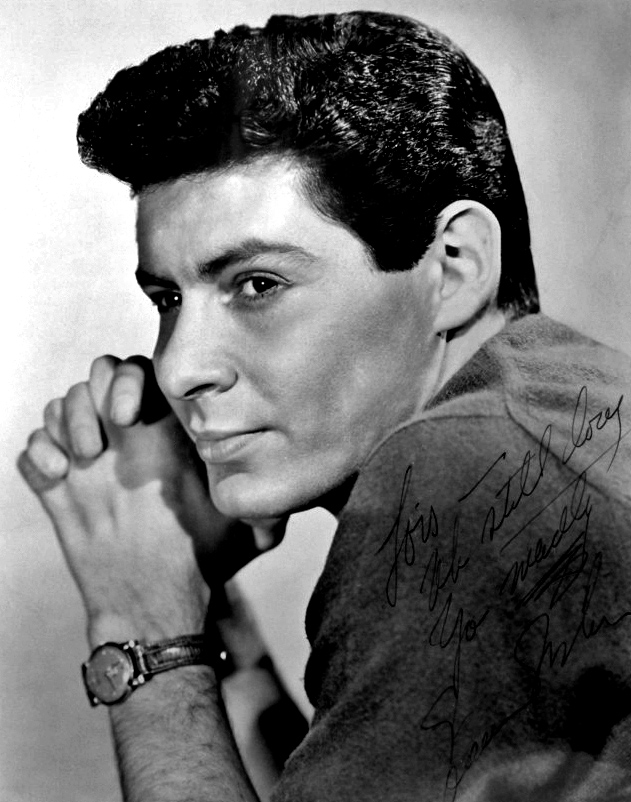
エディ・フィッシャー／9月22日没

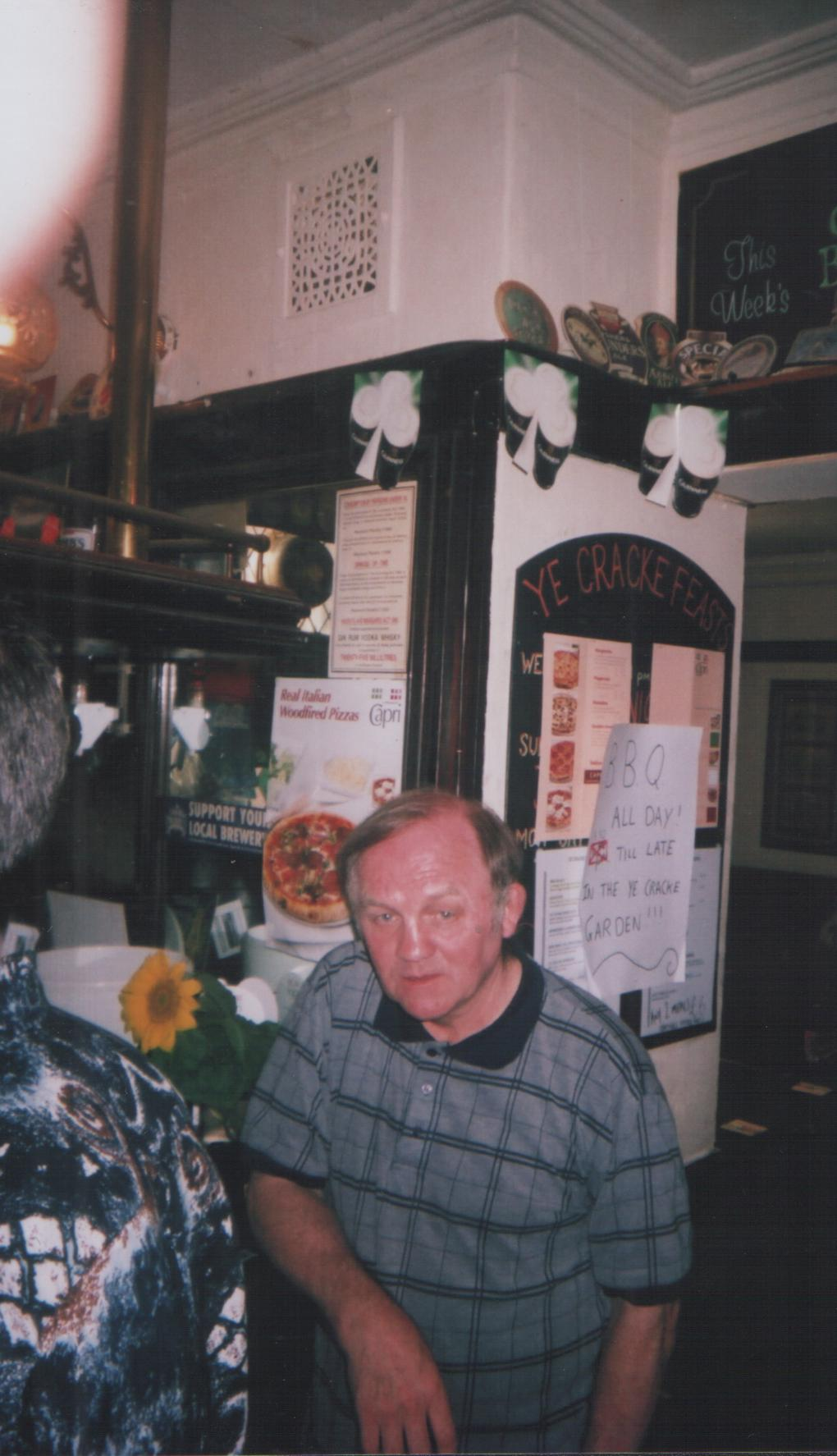
アラン・ラドキン／9月22日没

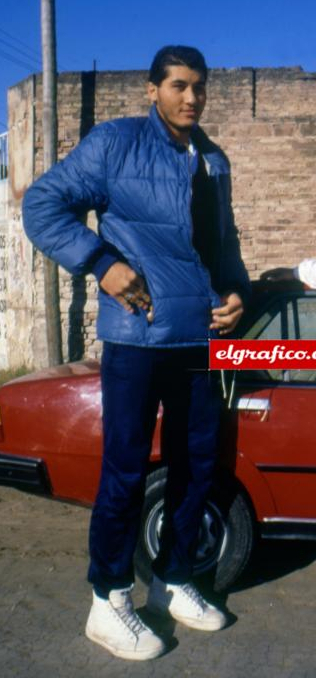
エル・ヒガンテ／9月22日没

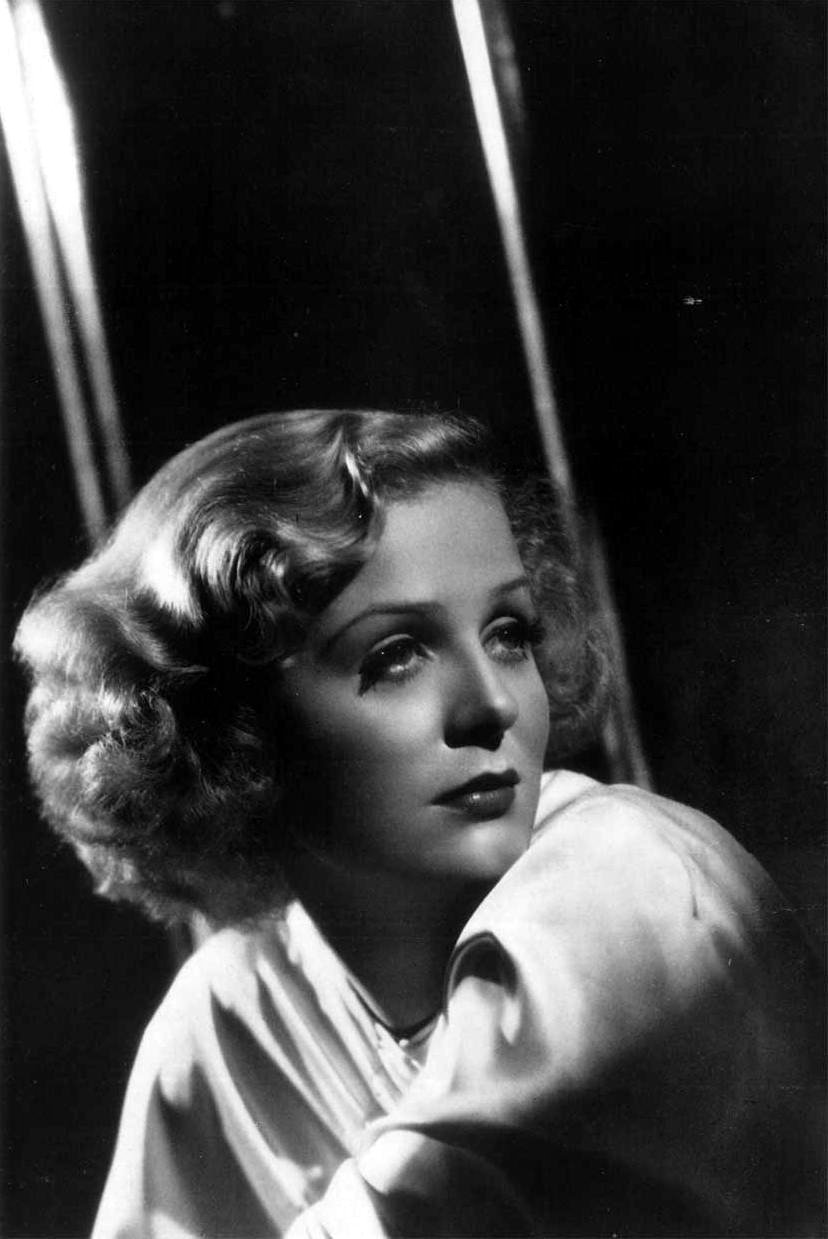
グロリア・スチュアート／9月26日没

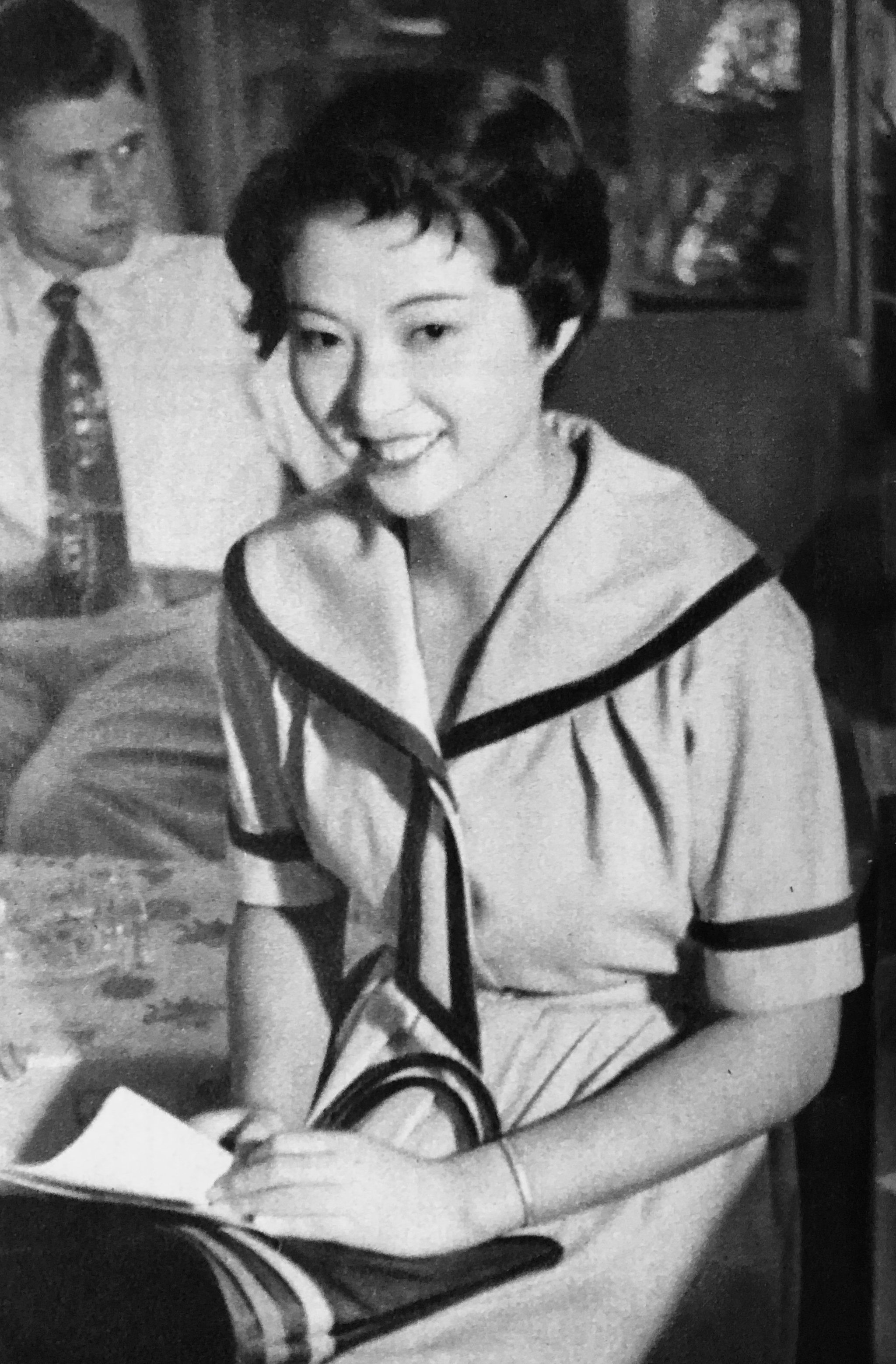
池内淳子／9月26日没

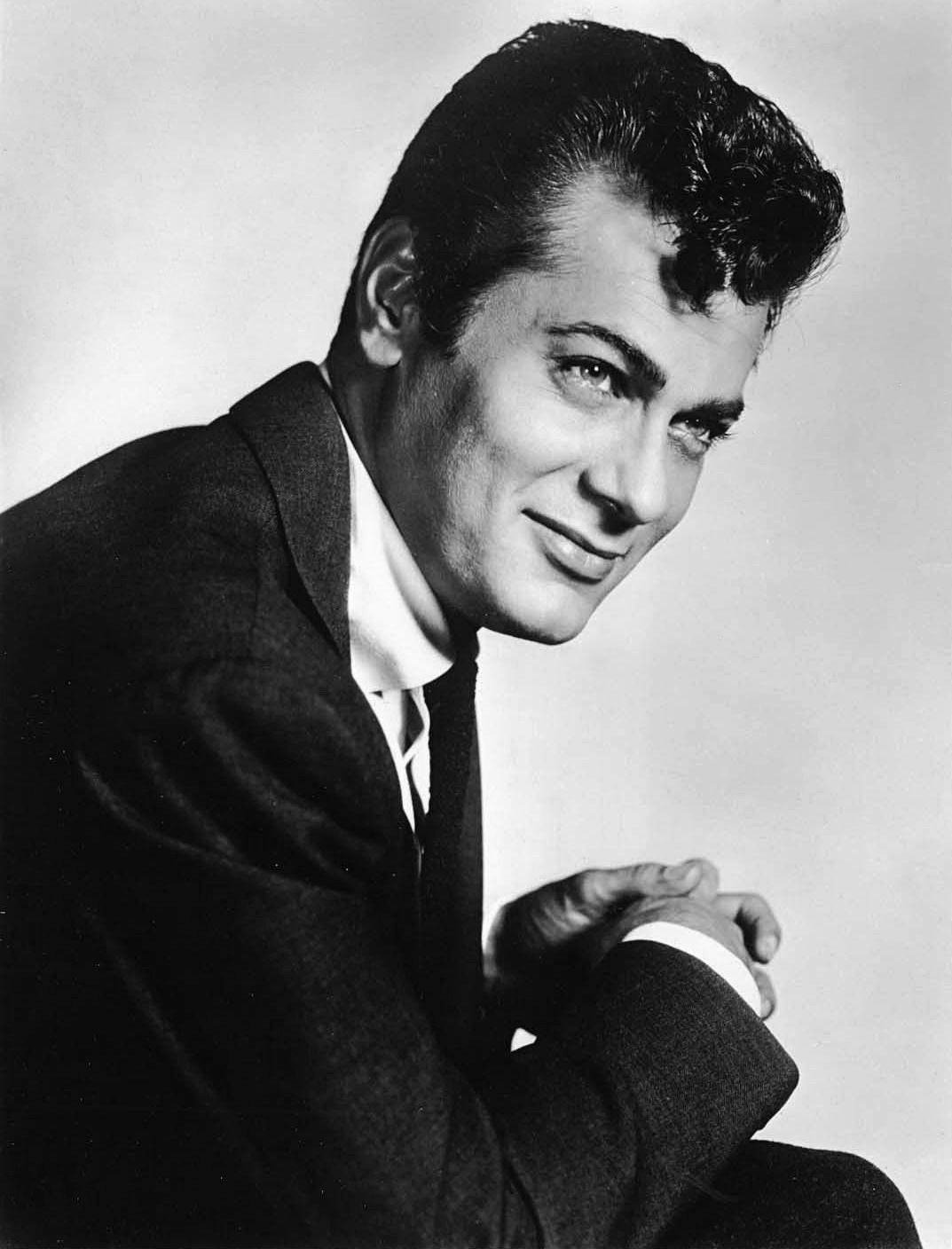
トニー・カーティス／9月29日没

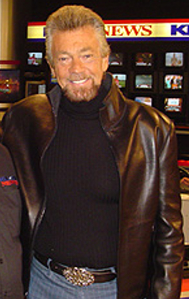
スティーブン・J・キャネル／9月30日没

- 9月16日 - 小林桂樹、日本の俳優（* 1923年)
- 9月16日 - フリードリヒ・ヴィルヘルム・フォン・ホーエンツォレルン＝ジグマリンゲン、ドイツの実業家、ホーエンツォレルン侯家の家長（* 1924年)
- 9月16日 - 鷲塚泰光、日本の文化史学者、奈良国立博物館前館長（* 1938年)
- 9月17日 - 矢野宣、日本の俳優（* 1928年)
- 9月20日 - 竹下直子、日本の元内閣総理大臣夫人、竹下登の妻（* 1926年)
- 9月20日 - ケニー・マッキンリー、アメリカ合衆国のフットボール選手【デンバー・ブロンコス所属】（* 1987年)
- 9月22日 - エディ・フィッシャー、アメリカ合衆国の歌手、キャリー・フィッシャーの父（* 1928年)
- 9月22日 - アラン・ラドキン、イギリスの元プロボクサー、元世界バンタム級4位（* 1941年)
- 9月22日 - 小池要之助、日本の映画監督（* 1941年)
- 9月22日 - ブリジット・オコナー、劇作家・脚本家（* 1961年）
- 9月22日 - エル・ヒガンテ、アルゼンチン出身のプロレスラー（* 1966年)
- 9月23日 - ジェラルド・S・レッサー(Gerald S. Lesser)、アメリカ合衆国の心理学者、幼児番組『セサミストリート』チーフアドバイザー（* 1926年)
- 9月24日 - ゲンナジー・ヤナーエフ、ソビエト連邦の政治家、ソビエト連邦元副大統領（* 1937年)
- 9月26日 - グロリア・スチュアート、アメリカ合衆国の女優（* 1910年)
- 9月26日 - 池内淳子、日本の女優（* 1933年)
- 9月26日 - ジミ・ヘゼルデン(Jimi Heselden)、イギリスの実業家、セグウェイオーナー（* 1948年)
- 9月27日 - 小林司、日本の精神科医、シャーロキアン（* 1929年)
- 9月27日 - アフマド・マーヘル(Ahmad Maher)、エジプトの外交官、前外務大臣、元アラブ連盟事務総長（* 1935年)
- 9月27日 - トレバー・テイラー(Trevor Taylor)、イギリスのカーレーサー（* 1936年)[5]
- 9月27日 - サリー・メンケ、アメリカ合衆国の編集技師（* 1953年)
- 9月28日 - アーサー・ペン、アメリカ合衆国の映画監督（* 1922年)
- 9月28日 - 初代古今亭志ん五、日本の落語家（* 1949年)
- 9月28日 - 松本善三、日本のバイオリニスト（* 1911年)
- 9月29日 - トニー・カーティス、アメリカ合衆国の映画俳優（* 1925年)
- 9月30日 - スティーブン・J・キャネル、アメリカ合衆国の小説家（* 1941年)